# Војска Канаде
Војска Канаде (енгл. Canadian Army, фр. L'Armée canadienne) (1855 − ), је команда одговорна за оперативну спремност конвенционалних копнених снага Оружаних снага Канаде. Од 2020. године, канадска војска има 23.000 редовних војника, 19.000 резервних војника (укључујући 5.300 припадника канадских ренџера), што чини укупно 42.000 војника. Војску подржава и 3.000 цивилних службеника из државне службе. Она одржава јединице редовних снага у базама широм Канаде, а такође је одговорна за резерву војске, највећу компоненту примарне резерве. Командант канадске војске и начелник штаба војске је генерал Вејн Ејр.
Назив „Канадска војска“ ушао је у званичну употребу тек 1940. године, од пре Конфедерације до Другог светског рата званичан назив је био „Канадска милиција“. Првог априла 1966. године, као претходница уједињењу канадских оружаних служби, све копнене снаге, плус тактичке ваздухопловне јединице (РКАФ-а), стављене су под нову команду под називом Форс мобајл команд (Force Mobile Command) (француски:Commandement des forces mobiles)). „Канадска војска“ је опстајала као правно лице још две године, пре него што се спојила са Краљевском канадском морнарицом и Краљевским канадским ваздухопловством да би формирала јединствену службу под називом Канадске оружане снаге. Мобилна команда снага преименована је у Мобилну команду 1991–92 (са француском ознаком која је остала иста), а Команду копнених снага (француски:Commandement des Forces terrestres) 1993. У августу 2011, Команда копнених снага се вратила на назив пре 1968. „Канадска војска”.

## Историја

### Формација
Пре стварања Конфедерације 1867. године, британска војска, која је укључивала и „одбрамбене“ пукове британске војске, регрутоване у Британској Северној Америци искључиво за службу у Северној Америци, и јединице канадске милиције, била је одговорна за одбрану Канаде. Неки садашњи пукови канадске војске воде порекло од ових пре-конфедерацијских милиција и одбрамбених јединица. Након доношења Закона о милицији из 1855. године, формирана је стална активна милиција, а у каснијим деценијама створено је неколико редовних трупа, чији су наследници постали Краљевска канадска коњичка артиљерија, Краљевски канадски драгуни и Краљевски канадски пук. Главне операције у којима су учествовале регуларне канадске трупе у 19. веку су биле: „Северозападна побуна 1885.” и Други бурски рат.

### Канадска војска у Светским ратовима до данас
Године 1914, након почетка сукоба између савезника и централних сила, канадска влада је одлучила да подигне одвојене добровољачке снаге које ће се укључити у експедициони рат. Ово је чинило Канадске експедиционе снаге у Првом светском рату, и било је примарно учешће Канада у ратним напорима.
Дана 19. новембра 1940. године, током Другог светског рата, издата је „Наредба савета” којом је „Стална активна милиција” преименована у „Канадску армију” (Активна), допуњену „Несталном активном милицијом”, која је названа „Канадска армија” (Резерва).
Војска Канаде је учествовала у Корејском рату, а први елементи њеног учешћа после искрцавања у Кореју у децембру 1950. године, је учествовање као део снага у „операцији убица” и у„бици код Капјонга”. Канадске трупе су такође биле део НАТО-а у Западној Немачкој током Хладног рата.
У годинама након уједињења са морнарицом и ваздухопловством 1968. године, величина канадских копнених снага је смањена, међутим, канадске трупе су учествовале у бројним војним акцијама са канадским савезницима. Ове операције су укључивале Заливски рат 1991. и инвазију на Авганистан 2001. године, поред разних мировних операција под окриљем Уједињених нација у различитим деловима света. Упркос уобичајеној подршци Канаде британским и америчким иницијативама, копнене снаге Канаде нису директно учествовале у Суецкој кризи, Вијетнамском рату или рату у Ираку.

## Структура
Команду над војском врши командант канадске војске у штабу националне одбране који се налази у Отави. Војска је подељена на четири географска округа, „2. канадска дивизија” је базирана у Квебеку, „3. канадска дивизија” је у западној Канади, „4. канадска дивизија” је у Онтарију, док је „5. канадска дивизија” базирана у атлантској Канади. заједно са једим оперативним штабом дивизије.
Јединствена оперативна формација, 1. канадска дивизија, део је Канадске здружене оперативне команде, а оперативно није део канадске војске. Дивизија служи као размештајни штаб за командовање распоређивањем канадских или савезничких снага у операцијама на нивоу дивизије, наследивши претходни „Штаб канадских здружених снага”.
Традиције канадске пешадије и оклопних пукова снажно су укорењене у традицији и историји британске војске. Многи пукови су направљени по узору на пукове британске војске, а систем званичних „савеза“, или припадности, створен је да овековечи осећај заједничке историје. Други пукови су се развијали независно, што је резултирало мешавином шарених и историјски познатих имена. Друге традиције као што су борбене почасти и боје одржале су и канадски пукови.

## Белешке
1. ↑  Канадска војска потиче из  доба Канадске провинције "Милиција", створена кроз Закон о милицији из 1855. (Канада). Међутим, неколико јединица канадске војске одржава борбене почасти Канадске јединице из рата 1812..[3] Активну милицију касније је усвојила Канадска конфедерација кроз „Закон о милицији из 1868.[4] Године 1940. издата је „Наредба у савету ”којом се активне милиције преименују у Канадску војску.[5] Године 1968., Канадска војска је формално спојена у Канадске оружане снаге, служећи као копнена компонента снага.